# كيته كراوس
كيته كراوس (بالألمانية: Käthe Krauß)‏ هي منافسة ألعاب القوى ألمانية، ولدت في 29 نوفمبر 1906 في درسدن في ألمانيا، وتوفيت في 9 يناير 1970 في مانهايم في ألمانيا.

## وصلات خارجية
- كيته كراوس على موقع أوليمبيديا (الإنجليزية)